# Tetarom I
Tetarom I, denumit și Tetarom 1 (prescurtare de la Transilvania Echipamente și Tehnologii Avansate produse în România), este un parc industrial creat de administrația Județului Cluj. Parcul are o suprafață de 32 ha și se află în municipiul Cluj-Napoca, pe Str. Tăietura Turcului, între cartierul Grigorescu și comuna Baciu.
Acces: (distanța față de Tetarom I)
- E 60 (București– Budapesta) - 3.7 km
- A3 (București - Cluj - Oradea) - 13.6 km
- Aeroportul Internațional Cluj- 11 km

Suprafață: 320,000 m2
- 50 parcele: 1,100m2 – 44,138 m2
- Hală multifunțională: 4,900 m2
- Incubator de afaceri: 1,786 m2

- stadiu: 100% operațional
- grad de ocupare parcele: 100%
- spații birouri și depozit disponibile pentru investiții- pe extinderea Tetarom I

birouri: 3,462.84 m2
hale depozit - 4,493.49 m2
Investiții: peste 70 mil. Euro
Locuri noi de muncă : ~ 3500
Clienți: peste 75
Cei mai importanți clienți: Banca Transilvania SA, Energobit SA, Novis Plaza SRL,  RCC Consult SRL, EGH Import Export SRL, Agressione Expres Impex SRL, Agressione Grup, Luca Prest SRL. Krisia West SRL, PMA Invest SRL, Kadra Tech SRL, GMG Logistic Parc SRL, Suprem Office  ș.a
Parcul Industrial Tetarom I s-a extins printr-un proiect cu finanțare UE cu încă 4 clădiri: o clădire de birouri, 2 hale depozitare și o clădire administrativă.
- Clădire de birouri (5 etaje) - 3,462.84 m2
- 2 hale depozitare - 4,493.49 m2

Cel mai nou proiect- PARCUL ȘTIINȚIFIC TETAPOLIS - situat în zona de extindere TETAROM I
Suprafață: 8,6 Ha.
Construit în parteneriat cu IASP (Asociația Internațională a Parcurilor Științifice și A Zonelor de Inovare)
O comunitate în sine, care oferă  mult mai mult decât facilități de CD și laboratoare
Un Parc Științific pe model triplă elice,  o asociere între TETAROM SA (sectorul public/privat),  Consiliul Local Cluj-Napoca (autoritate publică) și Universitatea Tehnică din Cluj-Napoca (mediul academic)
Determinat să mărească competitivitatea regională prin cercetare, inovare, transfer tehnologic și training de specialitate.